# Drymoluber apurimacensis
Drymoluber apurimacensis är en ormart som beskrevs av Lehr, Carrillo och Hocking 2004. Drymoluber apurimacensis ingår i släktet Drymoluber och familjen snokar. Inga underarter finns listade i Catalogue of Life.
Arten förekommer i regionen Apurímac i södra Peru. Den lever i Anderna mellan 1900 och 3300 meter över havet. Ormen vistas i torra och halvtorra buskskogar som kännetecknas av arter av akaciasläktet. Honor lägger ägg.
Där det ursprungliga landskapet ersätts med jordbruks- och betesmarker påverkas beståndet negativt. Utbredningsområdet är begränsat och populationen minskar. IUCN listar arten som akut hotad (CR).